# 미라지 (트랜스포머)
미라지 (Mirage)는 트랜스포머 작품에서 등장하는 캐릭터로 오토봇 소속이다. 다중우주 설정으로 다른 세계관, 다른 트랜스포머 작품의 미라지도 등장하나 다른 인물들이다.

## 상세
복병 역할을 하는 인물이며 전신을 투명하게 하는 기능을 가지고 있다. 실사영화 세계관에서는 페라리 458 이탈리아로 변형하며 디노 (Dino)라고 부르나 동일 인물이다.

## 성우
- 트랜스포머 G1 - 프랭크 웰커
- 트랜스포머3 - 프란체스코 퀸